# Galipote

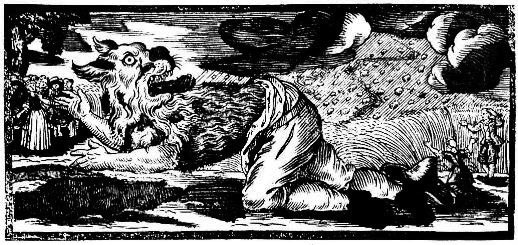
Según se cree, el origen de la creencia del Galipote tuvo una fuerte inspiración en el hombre-lobo europeo.

El Galipote, también llamado Zángano o Lugarú, es un personaje legendario supuestamente de República Dominicana, oriundo de San Juan, que probablemente remonta sus orígenes entre los siglos XVII y XVIII. Se trataba de un ser mítico caracterizado por la habilidad de transformarse en distintos animales y objetos inanimados (como árboles o piedras), además de gozar de una fuerza atroz e inmunidad contra las armas de fuego. Se decía que solía alimentarse de la sangre de niños inocentes (que succionaba durante las noches), con la que obtenía la vida eterna; además se cuenta que practicaban con ellos macabros actos sexuales.
El origen de su poder no está del todo claro, sin embargo, la mayoría coincide en que se debía a un pacto con el diablo, lo que encaja perfectamente con la férrea base cristiana de su nación de origen.
Según cuenta la leyenda, se trataba de seres crueles y violentos que disfrutaban extraviando a los caminantes nocturnos y espantando a los desprevenidos. La del galipote es una leyenda que ha sobrevivido al paso del tiempo, al menos en los lugares más recónditos del país, donde aún hoy se conceden actos a esta macabra criatura. Tan arraigada está la leyenda que, en algunas zonas del país, los caminantes no salen por la noche sin amuletos protectores o recitar algún conjuro.

## Subtipos
Existe la creencia de un galipote capaz de convertirse exclusivamente en perro, conocido como lugaru (término que parece provenir del francés loup-garou, denominación empleada para el legendario hombre lobo o licántropo). Esto apunta a que la leyenda del Galipote tiene una base europea (hombre lobo), mezclada con elementos africanos, en un trasfondo cristiano.
También se habla de otra subespecie conocida como zángano o zancú, caracterizada por la habilidad de andar dando zancadas (tan largas como la distancia entre un río y otro), capaces incluso de volverse invisibles.

## Vulnerabilidad
Según la creencia popular, el galipote solamente era vulnerable a una estaca proveniente de un árbol conocido como palo de cruz, que debía ser cortada específicamente el Viernes Santo.